# Jaylen Wells
Pour les articles homonymes, voir Wells.
Jaylen Wells, né le  26 août 2003 à Sacramento en Californie, est un joueur américain de basket-ball évoluant au poste d'ailier et mesurant 2,00 m.

## Biographie

### Carrière universitaire
Entre 2021 et 2023, il joue pour les Seawolves de Sonoma State (en) à l'université de Sonoma State.
Entre 2023 et 2024, il joue pour les Cougars de Washington State à l'université d'État de Washington.
Le 4 avril 2024, il annonce qu'il se présente à la draft 2024 de la NBA.

### Carrière professionnelle

#### Grizzlies de Memphis (depuis 2024)
Le 27 juin 2024, il est sélectionné à la 39e position de la draft 2024 de la NBA par les Grizzlies de Memphis.

## Palmarès et distinctions personnelles

### NBA
- NBA All-Rookie First Team (2025)

### Universitaires
- CCAA Player of the Year (2023)
- First-team All-CCAA (2023)

## Statistiques

### Universitaires
| Saison              | Équipe              | Matchs | Titul. | Min./m | % Tir | % 3pts | % LF | Rbds/m. | Pass/m. | Int/m. | Ctr/m. | Pts/m. |
| ------------------- | ------------------- | ------ | ------ | ------ | ----- | ------ | ---- | ------- | ------- | ------ | ------ | ------ |
| 2021-2022           | Sonoma State (en)   | 25     | 21     | 30,6   | 40,6  | 26,3   | 71,6 | 5,84    | 1,72    | 1,04   | 0,16   | 12,56  |
| 2022-2023           | Sonoma State        | 30     | 30     | 36,8   | 51,7  | 43,8   | 86,1 | 8,67    | 2,57    | 1,57   | 0,37   | 22,40  |
| 2023-2024           | Washington State    | 34     | 20     | 29,2   | 43,6  | 41,7   | 81,4 | 4,62    | 1,24    | 0,50   | 0,18   | 12,56  |
| Carrière (NCAA DI)  | Carrière (NCAA DI)  | 34     | 20     | 29,2   | 43,6  | 41,7   | 81,4 | 4,62    | 1,24    | 0,50   | 0,18   | 12,56  |
| Carrière (NCAA DII) | Carrière (NCAA DII) | 55     | 51     | 34,0   | 47,6  | 35,5   | 80,8 | 7,38    | 2,18    | 1,33   | 0,27   | 17,93  |

## Records sur une rencontre en NBA
Les records personnels de Jaylen Wells en NBA sont les suivants :
| Type de statistique        | Saison régulière | Saison régulière        | Saison régulière |
| Type de statistique        | Record           | Adversaire              | Date             |
| -------------------------- | ---------------- | ----------------------- | ---------------- |
| Points                     | 30               | @ Kings de Sacramento   | 3 janvier 2025   |
| Paniers marqués            | 11               | @ Kings de Sacramento   | 3 janvier 2025   |
| Paniers tentés             | 16               | @ Kings de Sacramento   | 3 janvier 2025   |
| Paniers à 3 points réussis | 8                | @ Kings de Sacramento   | 3 janvier 2025   |
| Paniers à 3 points tentés  | 10               | 3 fois                  | 3 fois           |
| Lancers francs réussis     | 5                | Kings de Sacramento     | 5 décembre 2024  |
| Lancers francs tentés      | 6                | Kings de Sacramento     | 5 décembre 2024  |
| Rebonds offensifs          | 3                | 3 fois                  | 3 fois           |
| Rebonds défensifs          | 6                | Bucks de Milwaukee      | 31 octobre 2024  |
| Rebonds totaux             | 7                | Bucks de Milwaukee      | 31 octobre 2024  |
| Passes décisives           | 6                | @ Bulls de Chicago      | 23 novembre 2024 |
| Interceptions              | 2                | 3 fois                  | 3 fois           |
| Contres                    | 1                | 5 fois                  | 5 fois           |
| Balles perdues             | 4                | 2 fois                  | 2 fois           |
| Minutes jouées             | 36               | @ 76ers de Philadelphie | 2 novembre 2024  |

- Double-double : 0
- Triple-double : 0

Dernière mise à jour : 3 janvier 2025